# Natalia Lipkovskaya
Natalia Lipkovskaya (en ruso, Наталья Викторовна Липковская) es una ex gimnasta rusa nacida en Sosnovoborsk el 26 de abril de 1979.
Entre sus ejercicios más destacados destacan el de aro de 1997, en el que combinaba una gran expresividad con elementos de gran dificultad entre los que sobresalía una recogida que realizaba con la nuca, y el de cuerda de ese mismo año, que presentaba elementos muy innovadores.

## Trayectoria
Fue una de las más destacadas de la gimnasia rítmica mundial en la segunda parte de la década de los 90.
En 1995, en el Campeonato Mundial de Viena fue medalla de oro con Rusia por equipos, junto con Amina Zaripova y Yana Batyrchina y finalizó sexta tanto en la final de mazas como en la de cuerda.
En el año 1996 estuvo en el Campeonato de Europa de Asker, donde fue medalla de bronce en mazas. En esta competición finalizó cuarta con Rusia por equipos. 
En 1997 participó en el campeonato de Europa celebrado en Patras donde obtuvo la medalla de oro en mazas, fue sexta en el concurso completo individual y en la final de aro y octava en la final de cuerda. 
En el campeonato del mundo celebrado ese mismo año en Berlín logró la medalla de plata en el concurso completo individual, la de oro en el concurso por equipos y participó en las cuatro finales por aparatos, en las que obtuvo una medalla de oro en aro, una de plata en cinta y dos de bronce, en cuerda y mazas.
Se retiró de la competición en 1998.